# Pelidnota herbacea
Pelidnota herbacea är en skalbaggsart som beskrevs av Blanchard 1851. Pelidnota herbacea ingår i släktet Pelidnota och familjen Rutelidae. Inga underarter finns listade i Catalogue of Life.